# Frasne-les-Meulières
Frasne-les-Meulières település Franciaországban, Jura megyében. Lakosainak száma 106 fő (2022. január 1.). Frasne-les-Meulières Chevigny, Menotey, Moissey, Montmirey-la-Ville, Peintre és Pointre községekkel határos.

## Népesség
A település népességének változása:
| Lakosok száma | 91   | 110  | 96   | 121  | 118  | 124  | 119  | 110  | 109  | 106  |
|               | 1968 | 1982 | 1990 | 2006 | 2013 | 2015 | 2017 | 2019 | 2020 | 2022 |